# Naruto Shippuden: Naruto vs Sasuke
Naruto Shippuden: Naruto vs Sasuke è un videogioco d'azione tratto dalla serie televisiva Naruto: Shippuden.

## Modalità di gioco
Il videogioco permette ai giocatori di scegliere quattro personaggi tra cui uno di supporto e gli altri si potranno cambiare durante il gioco. I personaggi sbloccabili sono quattordici, tra cui Naruto con il demone della volpe a nove code con tre code. I livelli si svolgeranno sia in orizzontale sia in verticale e si potranno creare combo anche con i personaggi di supporto e saranno migliorati anche i tasti. È uscito per Nintendo DS il 5 novembre in Italia, accompagnando Naruto Shippuden: Dragon Blade Chronicles per Wii. Entrambi sono già usciti in Giappone.

## Personaggi
- Naruto (Modalità Kyuuby)
- Sasuke
- Sakura
- Kakashi
- Sai
- Yamato
- Jiraya
- Rock Lee
- Shikamaru
- Neji